# Мађарска на Зимским олимпијским играма 1994.
Мађарска је учествовала на Зимским олимпијским играма које су одржане 1994. године у Лилехамеру, у Норвешкој. Ово је било седамнаесто учешће мађарских спортиста на зимским олимпијадама. Мађарски спортисти на овој олимпијади нису освојили ниједну олимпијску медаљу, нити олимпијски бод.
На свечаном отварању игара заставу Мађарске је носио Атила Бониш. На ову смотру Мађарска је послала укупно 16 такмичара (пет мушких такмичара и једанаест женских такмичарки) који су се такмичили у пет спортова и шеснаест спортских дисциплина.

## Резултати по спортовима
У табели је приказан успех мађарских спортиста на олимпијади. У загради иза назива спорта је број учесника
Са појачаним бројевима је означен најбољи резултат.
Принцип рачунања олимпијских поена: 1. место – 7 поена, 2. место – 5 поена, 3. место – 4 поена, 4. место – 3 поена, 5. место – 2 поена, 6. место – 1 поен.

| Спортска дисциплина   | Освојено место | Освојено место | Освојено место | Освојено место | Освојено место | Освојено место | Олимпијски поени | Такмичари | Такмичари | Такмичари |
| Спортска дисциплина   |                |                |                | 4.             | 5.             | 6.             | Олимпијски поени | Мушки     | Женске    | Укупно    |
| Алпско скијање (8)    | 0              | 0              | 0              | 0              | 0              | 0              | 0                | 1         | 4         | 5         |
| Биатлон (5)           | 0              | 0              | 0              | 0              | 0              | 0              | 0                | 1         | 4         | 5         |
| Боб (1)               | 0              | 0              | 0              | 0              | 0              | 0              | 0                | 2         | 0         | 2         |
| Брзо клизање (2)      | 0              | 0              | 0              | 0              | 0              | 0              | 0                | 0         | 1         | 1         |
| Уметничко клизање (2) | 0              | 0              | 0              | 0              | 0              | 0              | 0                | 1         | 2         | 3         |
|                       |                |                |                |                |                |                |                  |           |           |           |
| Укупно                | 0              | 0              | 0              | 0              | 0              | 0              | 0                | 5         | 11        | 16        |

## Скијање

### Алпско скијање
Жене
| Дисциплина               | Скијаш            | Резултат          | Позиција          |
| ------------------------ | ----------------- | ----------------- | ----------------- |
| Алпска комбинација, жене | Светлана Кестхељи | испала у 1. кругу | испала у 1. кругу |
| Алпска комбинација, жене | Офелија Рац       | испала у 1. кругу | испала у 1. кругу |
| Спуст, жене              | Светлана Кестхељи | 1:43,33           | 39.               |
| Слалом, жене             | Светлана Кестхељи | 2:09,00           | 25.               |
| Слалом, жене             | Агнеш Литер       | 2:35,61           | 28.               |
| Слалом, жене             | Офелија Рац       | испала у 1. кругу | испала у 1. кругу |
| велеслалом, жене         | Ева Кох           | испала у 1. кругу | испала у 1. кругу |
| Супервелеслалом, жене    | Светлана Кестхељи | 1:30,21           | 41.               |

Мушки
| Дисциплина                | Скијаш      | Резултат | Позиција |
| ------------------------- | ----------- | -------- | -------- |
| Алпска комбинација, мушки | Атила Бониш | 3:34,76  | 30.      |
| Слалом, мушки             | Атила Бониш | 2:20,43  | 22.      |
| Супервелеслалом, мушки    | Атила Бониш | 1:38,83  | 45.      |

## Биатлон
Жене, Биатлон
| Дисциплина                  | Скијаш                                               | Резултат      | Позиција |
| --------------------------- | ---------------------------------------------------- | ------------- | -------- |
| Биатлон 7,5 km, жене        | Бригита Берецки                                      | 30:42,4 (4)   | 65.      |
| Биатлон 7,5 km, жене        | Ана Божик                                            | 29:04,4 (2)   | 46.      |
| Биатлон 15 km, жене         | Бригита Берецки                                      | 1:02:14,2 (7) | 65.      |
| Биатлон 15 km, жене         | Беатрикс Холеци                                      | 1:00:43,9 (4) | 61.      |
| Биатлон 4×7,5 штафета, жене | Бригита Берецки Ана Божик Беатрикс Холеци Ева Семчак | 2:08:27,6 (5) | 17.      |

Мушки
| Дисциплина           | Скијаш      | Резултат      | Позиција |
| -------------------- | ----------- | ------------- | -------- |
| Биатлон 10 km, мушки | Јанош Пањик | 31:04,3 (2)   | 33.      |
| Биатлон 20 km, мушки | Јанош Пањик | 1:01:41,6 (4) | 31.      |

## Боб
Мушки, Боб
| Дисциплина    | Скијаш                      | Резултат | Позиција |
| ------------- | --------------------------- | -------- | -------- |
| Двосед, мушки | Николаш Франкл Миклош Ђулаи | 3:37,06  | 28.      |

## Брзо клизање
Жене
| Дисциплина    | Име           | Резултат | Позиција |
| ------------- | ------------- | -------- | -------- |
| 500 m, жене   | Кристина Еђед | 42,29    | 30.      |
| 1.000 m, жене | Кристина Еђед | 1:24,71  | 34.      |

## Уметничко клизање
Жене
| Дисциплина        | Пар           | Резултат | Позиција |
| ----------------- | ------------- | -------- | -------- |
| Појединачно, жене | Кристина Цако | 17,00    | 11.      |

Плесни парови
| Пар                     | Дисциплина    | Резултат | Позиција |
| ----------------------- | ------------- | -------- | -------- |
| Енике Беркеш Силард Тот | Плесни парови | 40,0     | 20.      |